# 常山県 (河北省)
常山県（じょうざん-けん）は、中国にかつて存在した県。現在の河北省石家荘市北東部に相当する。
596年（開皇16年）、隋朝により設置される。605年（大業元年）に廃止された。